# 유영 (1892년)
유영(柳瑛, 일본식 이름: 平山瑛히라야마 에이, 1892년 6월 2일~1950년 6월 30일)은 일제강점기의 법조인이다.

## 생애
1892년 6월 2일 경기도 용인에서 태어났다. 1917년 경성전수학교 졸업하고 졸업 후 1917년 12월 황해도 해주지방법원 서기 겸 통역생에 임명되어 법조계에 입문했다.
1920년 12월 판사에 임용되어 대구지방법원 경주지청 판사에 임명되었다가 1922년 2월 경성지방법원 개성지청 판사로 전근한다. 개성지청 판사로 재직 중 1924년 5월 의열단에 가입하여 활동하면서 일제의 주요 관공서를 폭파하기 위해 폭탄을 국내로 반입하려다가 체포된 의열단원 이수택의 재판 판사로 참여, 이수택에게 징역 2년 6월형을 선고했다. 의열단원 이수택은 복역 중에 고문의 여독으로 병보석되었으나 1927년 7월 4일 병사했다.
1924년 12월 충청도 공주지방법원 청주 판사로 옮겼고, 1927년 8월 해주지방법원 판사로, 1927년 12월 평양복심법원 판사로 옮겼다. 1928년 11월 쇼와 천황 즉위 기념 대례기념장을 받았다. 평양복심법원 판사 재직중이던 1929년 9월 무장독립단체 '한국혁명당'에 가입해 활동하다 체포된 이창하의 재판 판사에 참여했다.
1929년 12월 전주지방법원 정읍지청 판사로 옮겼으며, 1931년 11월 훈6등 서보장을 받았다.
1932년 10월 광주지방법원 목포지청 판사로 부임했다. 재직중이던 1936년 1월, 전남 진도지역에서 비밀결사 '자각회'와 진도적색농민조합등을 조직하고 사회주의 운동 전개하다 체포된 조규선, 곽재필, 박종협 등 재판 판사로 참여, 같은 해 3월 목포에서 '레닌공산주의자동맹'이라는 비밀결사 조직하고 사회주의 운동 전개하다 체포된 김정수, 이기동, 조점환 등 재판 판사 참여했다.
1936년 11월 훈5등 서보장 받았으며, 같은 해 12월 완도와 해남 일대에서 '전남운동협의회'(이후 '적색농민조합건설준비위원회'로 개칭.)라는 비밀결사를 조직하고 사회주의 운동을 전개하려다 체포된 황동윤, 김홍배, 이기홍, 오문현 등 재판 판사로 참여했다. 1937년 1월 완도 일대에서 비밀결사인 전남운동협의회에 가입하여 활동하는 한편, 무산자 해방운동 지도기관으로 청년반 조직하여 책임자로 활동하다 체포된 김인학 재판 판사로 참여했다.
1937년 2월 함흥지방법원 북청지청 판사로, 1938년 10월 부산지방법원 진주지청 판사로 옮겼다. 진주지청에서 재직중 1939년 8월 경남 삼천포 일대 '삼천포노동운동그룹' 비밀결사 조직, 사회주의운동 전개하다 체포된 손영섭, 박인욱등 재판에 참여했다.
1942년 11월, 훈4등 서보장을 받았다. 1945년 6월 부산지방법원 진주지청 판사에서 퇴직했다.
광복이후 1945년 12월 서울공소원판사에 임명, 1946년 2월 서울지방법원부장판사로 승진했다. 1948년 12월 서울에서 변호사 개업을 지내다 1950년 7월 30일에 사망했다.

## 사후
민족문제연구소에서 발간한 친일인명사전 법조인 명단에 수록되었으며 친일반민족행위진상규명위원회가 발표한 친일반민족행위 705인 명단에 포함되었다.
2010년 10월 19일, 서울행정법원 행정3부(김종필 부장판사)는 일제강점기에 의열단원 이수택을 비롯해 항일독립운동가들에게 잇따라 실형을 선고한 유영 판사의 손자가 낸 친일반민족행위 해당자 결정을 취소해달라며 낸 소송에서 원고 승소로 판결했다. 재판부는 "판사가 독립운동가들에 대해 부당한 신체구속을 당하도록 했다거나 재판을 진행하며 피고인에게 자백을 강요했다는 등의 특별한 사정이 없는 한, 독립운동가의 재판에 관여했다는 사정만으로 일제에 현저히 협력했다고 볼 수 없다"고 밝혔다. 이어 "판사의 직무는 검사가 공소제기한 적용법령, 공소사실을 기초로 구체적 사실 관계를 확정하고 유·무죄 여부를 결정하는 것"이라며 "유 판사가 독립운동가들 탄압에 적극적으로 앞장섰다고 단정하기 어렵다"고 판단했다고 한다. 또 "유 판사가 일본정부로부터 재판소 서기 또는 판사로서의 공로를 인정받아 훈4등서(훈장)보장 등을 받은 사실은 명백하지만, 항일독립운동과 관련한 재판결과만을 그 공적으로 인정한 것이라 하기는 어렵다"고 덧붙였다.